# Sphecoserica gracilipennis
Sphecoserica gracilipennis är en skalbaggsart som beskrevs av Brenske 1899. Sphecoserica gracilipennis ingår i släktet Sphecoserica och familjen Melolonthidae.
Artens utbredningsområde är Madagaskar. Inga underarter finns listade i Catalogue of Life.